# Thunderbolt
För attackflygplanet (1972), se Fairchild-Republic A-10 Thunderbolt II.
För jaktflygplanet (1941), se Republic P-47 Thunderbolt.
Thunderbolt (tidigare kallat Light Peak) är en  höghastighetsöverföringsteknik för data framtagen av Intel, avsedd att länka samman elektroniska apparater med varandra. Thunderbolt medger både optisk och elektrisk överföring. Tekniken förenar PCI Express- och DisplayPort-standarderna till en och samma seriella databuss, och är avsedd att kombinera höga prestanda, enkelhet och flexibilitet. Thunderbolt kan leverera en hög överföringshastighet, med början i hastigheter om 10 Gbit/s, och med en potentiell hastighet uppåt 100 Gbit/s inom tio år efter lanseringen.
Tekniken är designad för att bli en ersättare till alla andra moderna databussar, som exempelvis SCSI,  SATA, USB, Firewire, PCI Express och HDMI. En fördel med detta – utöver den ökade dataöverföringshastigheten – är att man endast behöver en typ av elkabel. I förhållande till de övriga standarderna har Thunderbolt längre räckvidd och stöder flera kommunikationsprotokoll; därtill är kontaktdon och i vissa fall även kablar i allmänhet mindre än i fallet med övriga nämnda standarderna.
Thunderbolt gjorde kommersiell debut i persondatorer den 24 februari 2011 när Apple lanserade nya bärbara Macbook Pro-modeller, där Mini DisplayPort-porten från tidigare modeller var ersatt av en Mini DisplayPort-kompatibel Thunderbolt-port.
Thunderbolt 2 fördubblar hastigheten till 20 Gbit/s, medan Thunderbolt 3 klarar 40 Gbit/s samt använder sig av anslutningen USB-C istället för Mini DisplayPort.